# Melissa Upreti
Melissa Upreti (1969) es una abogada nepalesa nacida en el Reino Unido y experta en derechos humanos que fue directora regional del programa de Asia del Centro de Derechos Reproductivos. Es la directora sénior  de Programa y Global Advocacy en el Centro para el liderazgo Global de las mujeres de la Universidad Rutgers y miembro del Grupo de Trabajo de las Naciones Unidas sobre discriminación contra las mujeres y niñas.
Upreti tiene un título en derecho de Nepal y un máster en derecho de la Facultad de Derecho de Columbia. Es una fellow del programa de derecho internacional de salud sexual y reproductiva de la Universidad de Toronto. También fue copeticionaria en el caso Lakshmi Dhikta v Nepal, el cual reconoció acceso al aborto como un derecho protegido constitucionalmente en Nepal.
Upreti ha escrito extensamente sobre derechos reproductivos.

## Publicaciones destacadas
- Upreti, Melissa; Katzive, Laura (2002). Abortion in Nepal: Women Imprisoned. Forum for Women, Law and Development. ISBN 9781890671273.
- Upreti, Melissa (2004). Women of the World: Laws and Policies Affecting Their Reproductive Lives, South Asia. Center for Reproductive Rights. ISBN 9781890671105.
- Bogecho, Dina; Upreti, Melissa (2006). «The Global Gag Rule: An Antithesis to the Rights-Based Approach to Health». Health and Human Rights 9 (1): 17-32. PMID 17061767. doi:10.2307/4065387.
- Upreti, M. (2014). «Abortion law reform in Nepal». International Journal of Gynecology & Obstetrics 126 (2): 193-197. PMID 24890742. doi:10.1016/j.ijgo.2014.05.001.
- Upreti, Melissa (2014). «Toward Transformative Equality in Nepal:The Lakshmi Dhikta Decision».  En Rebecca J. Cook, ed. Abortion Law in Transnational Perspective: Cases and Controversies. University of Pennsylvania Press. pp. 279-302. ISBN 9780812209990.
- Upreti, Melissa (2014). «Reproductive Rights in Nepal:From Criminalization to Resistance».  En Julia Sudbury, ed. Global Lockdown: Race, Gender, and the Prison-Industrial Complex. Routledge. pp. 271-284. ISBN 9781317793670.
- Upreti, Melissa (27 de julio de 2015). «Miscarriage of justice».
- Upreti, Melissa (17 de agosto de 2016). «India Holding Women Hostage to Unwanted Pregnancies». News Deeply.
- Upreti, Melissa; Jacob, Jihan (2018). «The Philippines' new postabortion care policy». International Journal of Gynecology and Obstetrics 141 (2): 268-275. PMID 29377114. doi:10.1002/ijgo.12452.